# Голям Кумак
Голям Кумак (в горното течение Кумак) (на руски: Большой Кумак) е река в Оренбургска област на Русия, ляв приток на река Урал. Дължина 212 km. Площ на водосборния басейн 7900 km².
Река Голям Кумак се образува под името Кумак, на 288 m н.в. от сливането на двете реки Котансу (22 km, лява съставяща) и Кокпекти (41 km, дясна съставяща), водещи началото си от Зауралското плато, в източната част на Оренбургска област. На 3 km северно от сливането на двете реки е изградена преградната стена на Кумакското водохранилище и сега устията на двете реки са „удавени“ от водохранилището. По цялото си протежение тече предимно в западна посока през южната част на Зауралската равнина, като силно меандрира и долината ѝ е осеяна със стотици старици (изоставено речно корито). Гъстота на речната мрежа 0,15 – 0,16 km/km², ширина на речното корито 5 – 40 m, дълбочина 2 – 3 m. Влива се отляво в река Урал, при нейния 1733 km, на 192 m н.в., при североизточните квартали на град Орск. Основен приток река Жарли (110 km, десен). Среден годишен отток на 59 km от устието 2,96 m³/s. Ежегодно пресъхва за 8 – 10 месеца. Заледява се през 2-рата половина на октомври, а се размразява през април. По течението и са разположени няколко десетки населени места, в т.ч. големите села Кумак (в изворната част) и Новоорск (в долното течение).